# Dicranoptycha robinsoni
Dicranoptycha robinsoni är en tvåvingeart som beskrevs av Alexander 1958. Dicranoptycha robinsoni ingår i släktet Dicranoptycha och familjen småharkrankar.
Artens utbredningsområde är Madagaskar. Inga underarter finns listade i Catalogue of Life.